# Mydaus
Genre
Mydaus est un genre de mammifère carnivore de la famille des Mephitidés.

## Liste des espèces
Le genre Mydaus est composé de deux espèces :
- Mydaus javanensis (Desmarest, 1820) — Télagon ou Blaireau de Java[1]
- Mydaus marchei (Huet, 1887) — Blaireau de Palawan